# مارسيا بال
مارسيا بال (بالإنجليزية: Marcia Ball)‏ هي عازفة بيانو وموسيقية ومغنية أمريكية، ولدت في 20 مارس 1949 في أورانج في الولايات المتحدة.

## وصلات خارجية
- الموقع الرسمي
- مارسيا بال على موقع IMDb (الإنجليزية)
- مارسيا بال على موقع ميوزك برينز (الإنجليزية)
- مارسيا بال على موقع أول ميوزيك (الإنجليزية)
- مارسيا بال على موقع ديسكوغز (الإنجليزية)
- مارسيا بال على موقع قاعدة بيانات الفيلم (الإنجليزية)
- مارسيا بال على موقع كينوبويسك (الروسية)